# Dinotrux
Dinotrux is een Amerikaans-Canadese animatieserie, gemaakt door DreamWorks. De serie debuteerde op Netflix op 14 augustus 2015. Vanaf 10 november 2017 werd de serie uitgebracht onder de titel Dinotrux Supercharged. De serie is gebaseerd op de kinderboeken van Chris Gall.

## Verhaal
Een prehistorische wereld, die zich afspeelt in het Mechazoïcum, wordt bevolkt door hybride dinosaurus-bouwvoertuigen genaamd Dinotrux, en door hybride reptielen-tools genaamd Reptools. 
Twee beste vrienden, Ty Rux (Andrew Francis), een goede T-Trux, en Revvit (Richard Ian Cox), een Reptool, moeten samenwerken met andere inwoners van de wereld om hun gemeenschap en hun werk te verdedigen tegen de kwaadaardige T-Trux, genaamd D-Structs. Dinotrux en Reptools delen een symbiotische relatie met elkaar: zo biedt de grotere Ty veiligheid en onderdak aan de kleinere Revvit, die op zijn beurt voor onderhoud en reparaties aan Ty zorgt wanneer dat nodig is.

## Rolverdeling
- Andrew Francis, Ty Rux
- Richard Ian Cox, Revvit
- Brian Drummond, Dozer
- Matt Hill, Ton-Ton
- Ashleigh Ball, Skya
- Trevor Devall, Garby
- Cree Summer, Ace
- Doron Bell Jr., Waldo
- Fred Ewanuick, Click-Clack
- Heather Doerksen, Xee
- Brian Dobson, D-Stroy